# Domenico Guaccero
Domenico Guaccero (Palo del Colle, 11 aprile 1927 – Roma, 24 aprile 1984) è stato un compositore italiano.

## Biografia
Esponente di spicco della Nuova Musica in Italia tra gli anni sessanta e settanta, Domenico Guaccero studiò composizione presso il Conservatorio di Santa Cecilia a Roma, sotto la guida di Barbara Giuranna e Goffredo Petrassi, diplomandosi nel 1956, dopo che nel 1949 si era laureato in Lettere presso l'Università di Bari. Fu inoltre presente ai famosi "Ferienkurse" di Darmstadt dal 1957 al 1959.
Nel 1959 fondò, assieme a Franco Evangelisti e Egisto Macchi, la rivista "Ordini", e, con l'aggiunta di altri compositori quali Aldo Clementi, Daniele Paris, Francesco Pennisi e altri, fondò a Roma l'Associazione Nuova Consonanza.
Fu docente di composizione presso i conservatori di Pesaro, L'Aquila, Frosinone e Roma.

## Composizioni

### Opere teatrali
- La farmacista, opera da camera in un atto, da Anton Čechov (1956)
- Scene del potere, opera da camera (1964-1968)
- Novità assoluta, azione teatrale (1972)

### Balletti
- Rot, azione coreografica (1970-1972)

### Musica sinfonica
- Sinfonia 1 (1963)
- Variazioni 1 (1967)
- Variazioni 2 (1967)
- Variazioni 3 (1968)
- Sinfonia 2 (1970)
- Sinfonia 3 (1973)
- Kardia, per voci, fiati ed archi (1976)
- Concerto per percussione e orchestra (1979)

### Musica da camera
- Quartetto per archi n.1 (1955)
- Sonatina seconda per violino e pianoforte (1958)
- Un iter segnato, per doppio quintetto (1960)
- Improvvisazione per viola (1960)
- Incontro a tre per flauto e due pianoforti (1963)
- Interno-esterno per trombone e percussione (1976)
- Rota per arpa (1979)
- Traccia per violino solo (1980)
- Quartetto per archi n.2 (1980-1981)

### Audiovisivi
- 2 puntate di Persia: Anniversario di un Impero trasmessi dalla RAI tra il 10 e il 17 novembre 1971, regia di Massimo Sani
- La guerra al tavolo della pace, trasmessi dalla RAI tra il 18 giugno e il 9 luglio 1975, regia di Massimo Sani
- Alvar Aalto, Il Museo e la città, L'occhio come mestiere, regia di Piero Berengo Gardin.